# Somos (álbum de Los Auténticos Decadentes)
Somos es el segundo álbum en vivo de la banda argentina de ska Los Auténticos Decadentes grabado en el Luna Park, celebrando los 20 años de la historia de la banda y publicado en el 2008.

## Lista de canciones
CD:
1. Somos
2. La primera vez
3. Como me voy a olvidar
4. Pendeviejo
5. Algo hay que comer
6. Corazón
7. Confundido
8. Me tiro a la basura (con Daniel Suárez y Germán "Cóndor" Sbarbatti de Bersuit Vergarabat)
9. La prima lejana
10. Besándote
11. Amanecer
12. Los piratas
13. Viaje mental (con Adrián Dárgelos)
14. Un osito de peluche de Taiwán
15. El pájaro vio el cielo y se voló
16. Loco (Tu forma de ser)
17. Veo
18. El gran señor
19. El murguero
20. La guitarra
21. Sigue tu camino (Bonus Track).[1][2]

DVD:
1. Somos
2. La primera vez
3. Como me voy a olvidar
4. Pendeviejo
5. Algo hay que comer
6. Corazón
7. Confundido
8. Me tiro a la basura (con Daniel Suárez y Germán "Cóndor" Sbarbatti)
9. Besos Perdidos
10. La prima lejana
11. Besándote
12. Amanecer
13. Los piratas
14. Viaje mental (con Adrián Dárgelos)
15. Un osito de peluche de Taiwán
16. El pájaro vio el cielo y se voló
17. Loco (Tu forma de ser)
18. Veo
19. El gran señor
20. El murguero
21. La guitarra.[2]